# 国頭景明
国頭親方景明（くにがみ　うぇーかた　けいめい）は、琉球王国第二尚氏王朝時代の政治家・三司官。和氏古謝家の祖。唐名は和為美。
景明は、尚清王の治世下で三司官の一人を務めた。同時に国頭間切の総地頭職に任じられ、国頭親方と称された。尚清王の臨終に際しては、同僚の新城親方安基（毛龍唫）、城間親方秀信（葛可昌）とともに、王の遺命により世子である尚元の補佐を命じられた。
しかし、景明と城間秀信は遺命に背き、尚清王の弟である伊江王子尚鑑心を擁立しようと図った。これに対し、安基は朝堂において薙刀を手にして二人を叱責し、景明と秀信は恐れて沈黙し、計画は頓挫した。結果として、尚元は無事に即位することができた。
1559年（嘉靖38年）、秀信は官職を罷免され、伊平屋島に流された。景明もまた久米島に配流となった。
景明は新城親方安基の死後の1567年（隆慶元年）に赦免を受け、紫冠を授けられた。以後、浦添間切の総地頭職に任ぜられ、浦添親方と称された。